# Marion megye (Nyugat-Virginia)
Marion megye az Amerikai Egyesült Államokban, azon belül Nyugat-Virginia államban található. Megyeszékhelye és legnagyobb városa Fairmont. Lakosainak száma 56 205 fő (2020. április 1.). Marion megye Monongalia, Taylor, Harrison és Wetzel megyékkel határos.

## Népesség
A megye népességének változása:
| Lakosok száma | 56 524 | 56 661 | 56 849 | 56 868 | 56 925 | 56 205 |
|               | 2010   | 2011   | 2012   | 2013   | 2015   | 2020   |